# Панасагор
Панасагор (лат. Panasagorus) — легендарний скитський правитель, який підтримував союзників скитів амазонок у війнах з афінським царем Тесеєм. Син скитського правителя Сагила.

## Історія
Розповідь про нього міститься в Юстина, що спирався на історичні праці Помпея Трога. Був сином скитського правителя Сагила, який відправив його на чолі великого війська на допомогу амазонкам у війнах з Гераклом та Тесеєм, після того, як королева амазонок Оритія звернулась до скитів.
Амазонки та скити пішли в Аттику, але посварилися, через що скити залишили амазонок, які зазнали поразки від афінян. Після битви амазонки, згідно з Юстином, «знайшли притулок у таборі скитів Панасагора, за допомогою яких повернулися до своєї країни, не зазнавши шкоди від інших народів».